# Leo Finzi

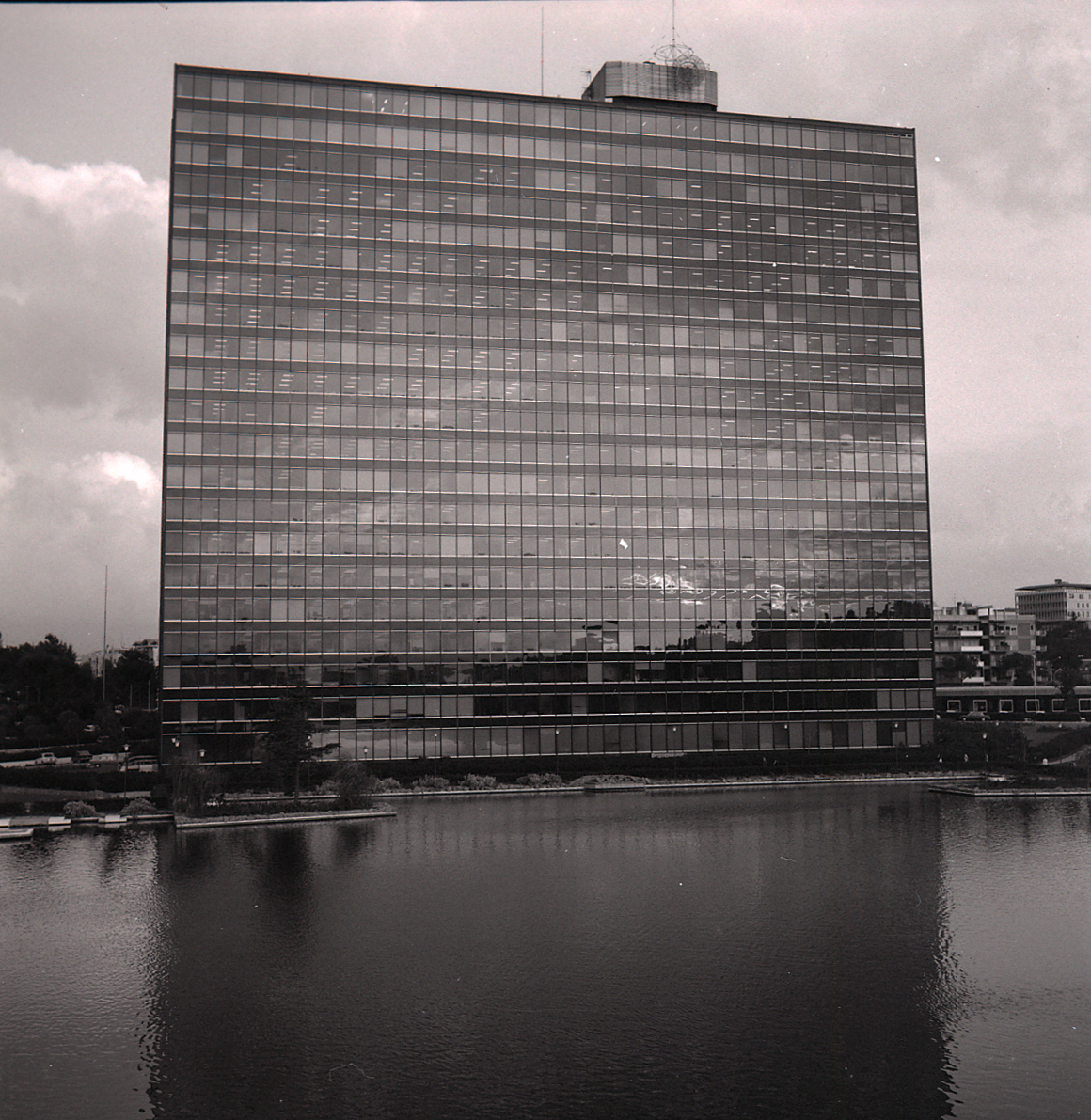
Palazzo Eni, Roma

Leo Finzi (Milão, 24 de setembro de 1924 – Milão, 2002) foi um engenheiro civil italiano.
Filho de Bruno Finzi, estudou no Politecnico di Milano, com o diploma (laurea) em 1946 e um doutorado em 1954. A partir de 1958 foi professor do Politecnico di Milano, onde foi diretor da Faculdade de Engenharia Civil de 1973 a 1976.
Em 1982 foi eleito membro da Accademia dei Lincei. Recebeu o Prêmio Internacional de Mérito em Engenharia Estrutural de 1992.

## Publicações
- Finzi Leo, La tensostruttura del Palasport di Genova, in "Costruzioni Metalliche" n. 2/1964, pp. 61-73
- Finzi Leo, Nova Edoardo, Elementi strutturali, Genova 1969.
- Finzi Leo, Grandori Giuseppe, Locatelli Piero, "Lezioni di Scienza delle costruzioni". Ed. CLUP Milano
- Scritti scelti di Leo Finzi in occasione del suo 70º compleanno, s.l. 1994.